# Reflejo de estornudo por luz brillante
El Síndrome Autosómico Dominante de Irrupción Helio-Oftálmica Compulsiva, también conocido como estornudo fótico, es una reacción por la que algunas personas que se exponen a la luz brillante responden involuntariamente con un estornudo.

## Características
Se ha sugerido que este fenómeno ocurre únicamente tras haberse adaptado a la oscuridad durante más de cinco minutos, aunque esto no ha sido probado y se han registrado casos contrarios entre personas con el reflejo. Este fenómeno afecta a un 18-35% de las personas, más comúnmente a personas de etnia blanca que a otros grupos étnicos. El rasgo se transmite genéticamente, más específicamente, como un rasgo autosómico dominante.

## Causas
La causa probable es una disfunción congénita en las señales nerviosas en el núcleo del nervio trigémino. El quinto nervio craneano, llamado nervio trigémino, aparenta ser el responsable de estos estornudos. Los investigadores sugieren que ciertas personas poseen una asociación entre este nervio y el nervio que transmite impulsos visuales al cerebro. La sobreestimulación del nervio óptico estimula el nervio trigémino provocando el reflejo de estornudo a la luz brillante. Otra teoría [cita requerida] propone que las lágrimas filtradas hacia la nariz mediante el conducto nasolagrimal son una causa del reflejo. La velocidad del reflejo parece favorecer la primera teoría, ya que ocurre con demasiada velocidad como para permitir que las lágrimas sean producidas y drenadas hacia la nariz.
Paralelamente diversos estudios han descubierto que una pequeña parte de la población es más susceptible de padecer estos estornudos debido a un polimorfismo. De hecho en España aproximadamente el 53% de las personas llevan esta modificación, mientras que en la población mundial en general el 56% lo llevan.
Hasta ahora, se han encontrado varios cambios genéticos que posiblemente causen este fenómeno, estos incluyen (pero no esta limitados a) polimorfismos de nucleótido simple en los loci 2q22.3, 3p12.1, 9q34.2, 9q33.2, 15q26.2, y 4q35.2

## Prevalencia
Se cree que entre el 18-35% de la población global presenta estornudo fótico
Toda la información que continúa se basa de la sección "Population Genetics" de la página del SNP rs10427255 en Ensembl.org, el cual consiste en un cambio de T a C y esta implicado en el reflejo de estornudo fótico
Según Ensembl.org, el 44% de las personas en el mundo portan el alelo "C" en una región del cromosoma 2, y es el 56% el que porta el alelo T en el mismo cromosoma, y que, por tanto no está afectada por el reflejo fótico
Básicamente, si alguien porta el alelo C, tienen un riesgo elevado de padecer reflejo de estornudo fótico, si tienen el alelo T (natural), tienen un riesgo bajo de padecer del mismo rasgo.
Entre poblaciones continentales y regionales, estos son los resultados:

### África
En poblaciones africanas, el alelo C está presente en el 41% de las personas, mientras que el alelo T está presente en el 59%

#### Africanos caribeanos en Barbados
Alelo C: 44%
Alelo T: 56%

#### Africanos-americanos en el suroeste de Estados Unidos
Alelo C: 39%
Alelo T: 61%

#### Gente Esan en Nigeria
Alelo C: 39%
Alelo T: 61%

#### Gambianos en Western Division, Gambia
Alelo C: 43%
Alelo T: 57%

#### Gente Luhya en Webuye, Kenia
Alelo C: 36% 
Alelo T: 64%

#### Gente Mende en Sierra Leone
Alelo C: 45%
Alelo T: 55%

#### Gente Yoruba en Ibadan, Nigeria
Alelo C: 42%
Alelo T: 58

### América
En el continente americano, el 37% de las personas tienen el alelo C, mientras que el 63% tienen el alelo T.

#### Colombianos enMedellín,Colombia
Alelo C: 38%
Alelo T: 62%

#### Mexicanos enLos Ángeles,California
Alelo C: 32%
Alelo T: 68%

#### Peruanos enLima,Perú
Alelo C: 34%
Alelo T: 66%

#### Puertorriqueños enPuerto Rico
Alelo C: 43%
Alelo T: 57%

### Asia Oriental
Entre personas de origen asiático el 44% porta el alelo C y el 56% porta el alelo T

#### Gente Dai en Xishuangbanna, China
Alelo C: 40%
Alelo T: 60%

#### Gente Han en Pekín, China
Alelo C: 46%
Alelo T: 54%

#### Gente Han del Sur de China
Alelo C: 46%
Alelo T: 54%

#### Japoneses enTokio,Japón
Alelo C: 44%
Alelo T: 56%

#### Gente Kinh en Ho Chi Minh, Vietnam
Alelo C: 44%
Alelo T: 56%

### Europa
Por alguna razón u otra, en Europa, el SNP asociado con reflejo fótico es más común en Europa, con un promedio del 50% presentando el alelo C y 50% presentando el alelo T de su población.

#### Residentes deUtah, Estados Unidos de ascendencia europea (del Occidente y Norte de Europa)
Alelo C: 49%
Alelo T: 51%

#### Finlandeses enFinlandia
Alelo C: 53% 
Alelo T: 47%

#### Británicos enInglaterrayEscocia
Alelo C: 49%
Alelo T: 51%

#### Íberosen España
Alelo C: 46%
Alelo T: 56%

#### GenteToscanienItalia
Alelo C: 50%
Alelo T: 50%

### Asia del Sur
Entre personas de Asia del Sur, el alelo C está presente en el 45% de las personas, y el alelo T en el 55%

#### Bengalíes enBangladés
Alelo C: 43%
Alelo T: 57%

#### Indios Gujarati enHouston, Texas
Alelo C: 49%
Alelo T: 51%

#### Indios Telugi enReino Unido
Alelo C: 50%
Alelo T: 50%

#### Gente Punjabi enLahore,Pakistán
Alelo C: 37%
Alelo T: 63%

#### Gente Tamil de Sri Lanka en elReino Unido
Alelo C: 45%
Alelo T: 55%

## Riesgos
El reflejo de estornudo fótico es considerado un factor de riesgo para pilotos de combate.